# Stiftelsen Föremålsvård
Stiftelsen Föremålsvård, SFMV, är en svensk statlig stiftelse som finns i Kiruna och som bedriver vård och konservering av museiföremål, böcker och arkivalier samt digitalisering av fotografier och dokument. Arbetet utförs på uppdrag av de centrala statliga kulturarvsinstitutionerna.

## Historik
Enligt den 26 juni 1986 dagtecknad urkund beslutade staten, genom regeringen, att bilda en stiftelse med namnet Föremålsvård i Kiruna med ändamål att bedriva vård och konservering av museiföremål, böcker och arkivalier. Samtidigt som staten beslutade om att bilda stiftelsen fastställde regeringen stadgar för stiftelsen att gälla från och med den 1 juli 1986. Verksamheten bedrivs inom tre områden, papper- och metallkonservering samt digital bildbehandling.
Konservering Papper
Pappersavdelningen arbetar i huvudsak med vård, konservering, restaurering och iordningställande av arkiv- och bibliotekssamlingar. Arbetet omfattar ofta rengöring, stabilisering, förstärkning och dokumentation.
Konservering Metall Arkeologi
Metallavdelningen arbetar i huvudsak med konservering av arkeologiska föremål av metall, främst järn, kopparlegering och silver från förhistorisk tid till medeltid. Arbetet innefattar rengöring, stabilisering, ytbehandling och dokumentation.  
Digital Bild
Regeringen beslutade i prop.1998/99:1 att tilldela SFMV ett nytt uppdrag, Kulturarvs-IT. Uppdraget innebär att SFMV medverkar i digitaliseringen av vårt kulturarv, i den del detta handhas av våra centrala statliga kulturarvsinstitutioner. Digital bild fokuserar arbetet mot skanning av fotografiskt material samt registrering av tillhörande uppgifter. 
Styrelse
I styrelsen finns representanter från Kiruna kommun, Region Norrbotten, Institutionen för kulturvård vid Göteborgs universitet, Riksantikvarien, Riksbibliotekarien, Riksarkivarien, och Överintendenten för Statens historiska museer.
Direktör för verksamheten är Lars Bäckström.